# Quilapayún ¡en Chile!
Quilapayún ¡en Chile! es el quinto álbum en directo de la banda chilena Quilapayún, lanzado en 1989. Fue grabado en un concierto realizado en Chile en enero del mismo año, luego de regresar la banda del exilio en Europa producto de la dictadura militar, y sólo tres meses después de los resultados del Plebiscito Nacional de 1988, que dio por terminada la dictadura del General Augusto Pinochet.
Fue el primer álbum de la banda en dejar el formato de vinilo, siendo originalmente sólo lanzada en casete, para reeditarse más tarde como disco compacto.

## Lista de canciones
| N.º | Título                                                                                 | Letras                             | Música                           | Duración |  |
| 1.  | «La carta» (de Basta)                                                                  | Violeta Parra                      | Violeta Parra                    |          |  |
| 2.  | «Contraste» (de Adelante)                                                              | instrumental                       | Eduardo Carrasco *               |          |  |
| 3.  | «Canto negro» (de Alentours)                                                           | Nicolás Guillén                    | Eduardo Carrasco                 |          |  |
| 4.  | «Todo tiene que ver» (de Survarío)                                                     | Eduardo Carrasco                   | Eduardo Carrasco                 |          |  |
| 5.  | «Rondó de Bach» (de Tralalí tralalá)                                                   | instrumental                       | Johann Sebastian Bach **         |          |  |
| 6.  | «Eleanor Rigby» (de Survarío)                                                          | J. Lennon & P. McCartney           | J. Lennon & P. McCartney *       |          |  |
| 7.  | «Mi patria» (de Patria y Alentours)                                                    | Fernando Alegría                   | Eduardo Carrasco *               |          |  |
| 8.  | «Free Nelson Mandela» (de Survarío)                                                    | Desiderio Arenas                   | Desiderio Arenas                 |          |  |
| 9.  | «La vida total» (de Survarío)                                                          | Patricio Manns                     | Eduardo Carrasco                 |          |  |
| 10. | «La muralla» (de Basta)                                                                | Nicolás Guillén                    | Quilapayún                       |          |  |
| 11. | «Tutti-frutti» (de Tralalí tralalá)                                                    | Eduardo Carrasco                   | Eduardo Carrasco                 |          |  |
| 12. | «La mano» (de Survarío)                                                                | Eduardo Carrasco                   | Patricio Wang                    |          |  |
| 13. | «Te recuerdo Amanda» (de Patria)                                                       | Víctor Jara                        | Víctor Jara *                    |          |  |
| 14. | «Guantanamera» (cover de Joseíto Fernández)                                            | popular cubana                     | popular cubana                   |          |  |
| 15. | «Invocación a la lluvia» (de Latitudes)                                                | Aborígenes australianos & Huidobro | Patricio Wang                    |          |  |
| 16. | «Memento» (de Darle al otoño...)                                                       | Federico García Lorca              | Gustavo Becerra                  |          |  |
| 17. | «Vals de Colombes» (de Patria)                                                         | instrumental                       | Eduardo Carrasco *               |          |  |
| 18. | «Es el colmo que no dejen entrar a la Chabela» (de Tralalí tralalá)                    | Eduardo Carrasco                   | Patricio Wang & Eduardo Carrasco |          |  |
| 19. | «Malembe» (de Adelante)                                                                | Quilapayún                         | popular cubana & Quilapayún      |          |  |
| 20. | «Discurso del pintor Roberto Matta» (de Umbral)                                        | Roberto Matta                      | Eduardo Carrasco                 |          |  |
| 21. | «Canción final de la Cantata Santa María de Iquique» (de la Cantata de Santa María...) | Luis Advis                         | Luis Advis                       |          |  |
| 22. | «El pueblo unido jamás será vencido» (de El pueblo unido...)                           | Sergio Ortega & Quilapayún         | Sergio Ortega                    |          |  |

*: arreglos por Quilapayún.
**: arreglos por Eduardo Carrasco.
La canción «Invocación a la lluvia» fue interpretada en este concierto, pero solo sería lanzada como versión en estudio en el álbum Latitudes de 1992.

## Créditos
Quilapayún
- Eduardo Carrasco*
- Carlos Quezada
- Hernán Gómez
- Rodolfo Parada
- Hugo Lagos
- Guillermo García
- Ricardo Venegas
- Patricio Wang

Invitados (exintegrantes)
- Willy Oddó*
- Rubén Escudero*

* Participan sólo en los temas 21 y 22.